# Johann Daniel Schöpflin

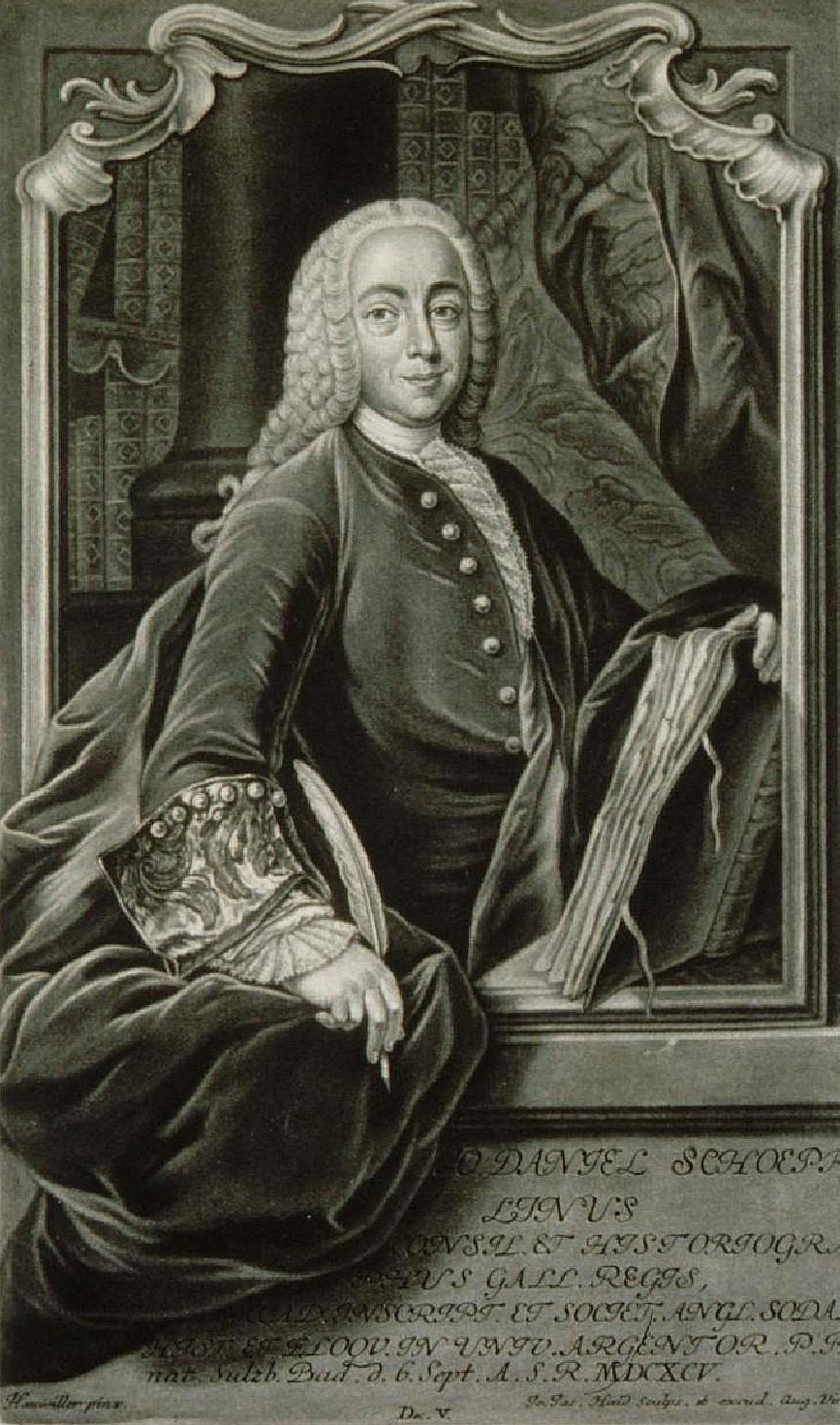
Zeitgenössischer Stich

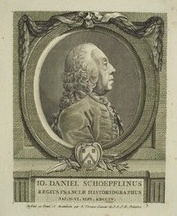
Altersbild, gestochen von Egid Verhelst

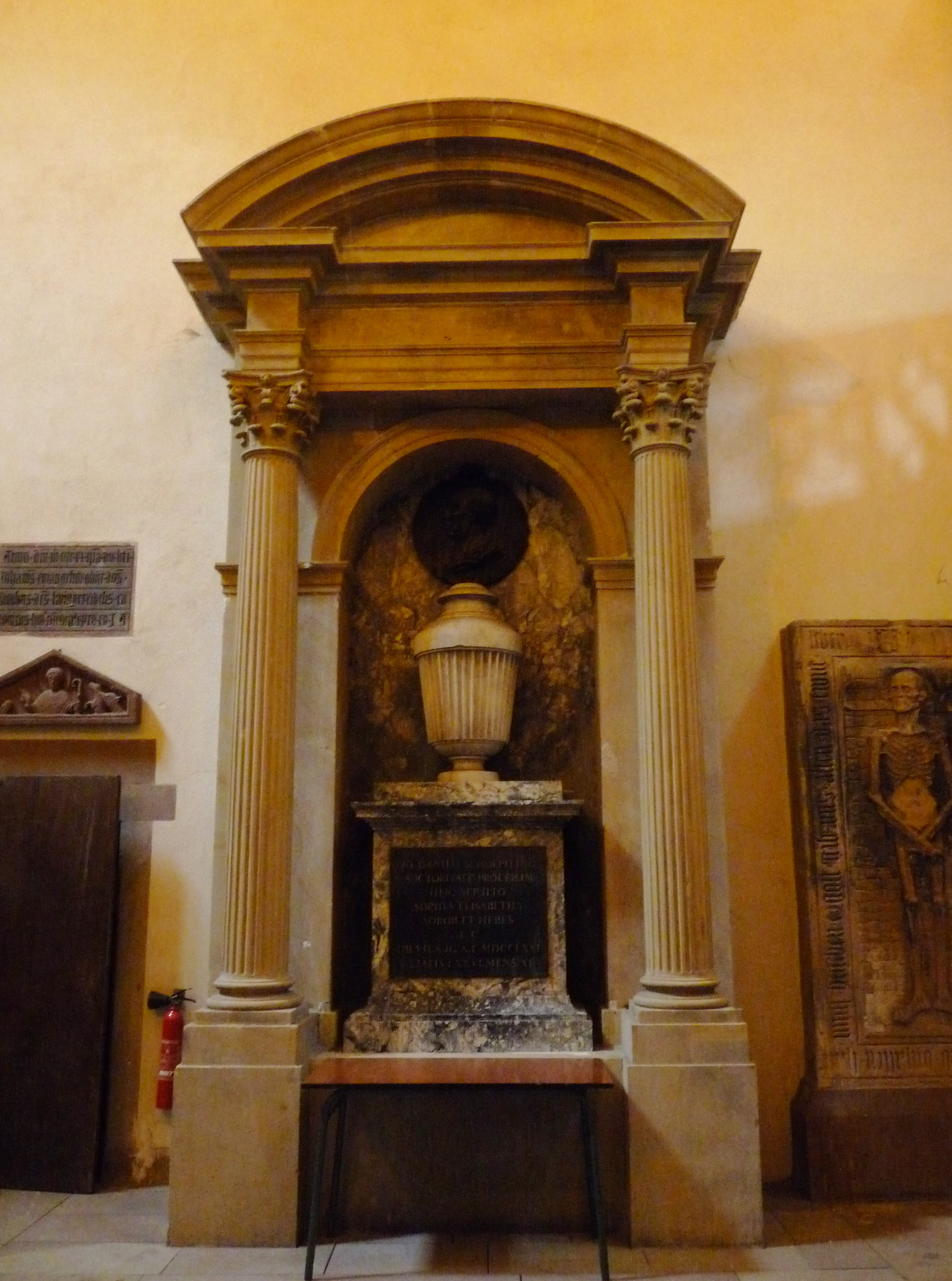
Grabdenkmal von Johann Daniel Schöpflin in der Thomaskirche, Straßburg

Johann Daniel Schöpflin (* 6. September 1694 in Sulzburg; † 7. August 1771 in Straßburg) war Professor der Geschichte, Beredsamkeit und Staatsrechtslehre an der Universität Straßburg. Einer seiner Studenten war Johann Wolfgang von Goethe.

## Kindheit und Ausbildung
Johann-Daniel Schoepflin wurde am 6. September 1694 in Sulzburg (Markgrafschaft Baden-Durlach) geboren, wo sein Vater Bürgermeister war. Dieser hatte 1692 in Colmar Anne-Catherine Bardolle geheiratet, die einer evangelisch-reformierten Familie aus Sainte-Marie-aux-Mines (deutsch Markirch, auch Mariakirch, elsässisch Màrkirich) stammte und deren Vater Bürgermeister von Reichenweier (franz. Riquewihr, elsässisch Richewihr) war. Jean-Daniel hatte sechs Brüder und Schwestern. Nach Übersiedlung der Familie nach Basel begann Johann-Daniel 1709 im Alter von 13 Jahren an der dortigen Universität zu studieren. Ab 1711 studierte er an der evangelisch-lutherischen Universität Straßburg Theologie, weil sein Vater, inzwischen Kirchensteuereinnehmer in Riquewihr, sich wünschte, dass sein Sohn Pastor werden sollte. Johann-Daniel begeisterte sich aber stattdessen mehr für die Geschichte der Antike und die lateinische Sprache und Literatur.
Johann-Daniels Bruder Jean-Frédéric wurde später Buchdrucker in Luttenbach bei Münster (franz. Luttenbach-près-Munster, elsässisch Lütteba bi Minschter) und druckte Werke seines Bruders (Alsatia illustrata 1751 und 1761). Seine Schwester Sophie-Élisabeth führte Johann-Daniel, der unverheiratet blieb und ein zurückgezogenes Leben führte, den Haushalt. Sie überlebte ihren Bruder um einige Jahre und wurde seine Erbin.

## Wissenschaftliches Wirken
1720 wurde Schoepflin mit erst 26 Jahren auf den Lehrstuhl für Geschichte und Rhetorik der Universität Straßburg berufen und erwarb sich in der Folge rasch einen bedeutenden Ruf als Wissenschaftler. Berufungen an renommierte Universitäten wie Frankfurt (Oder), Uppsala und Leiden lehnte er ebenso ab wie an die Kaiserliche Akademie der Wissenschaften in Sankt Petersburg, zum Leiter der Wiener Hofbibliothek oder zum Prinzenerzieher für den österreichischen Thronfolger Joseph. 1728 wurde Schoepflin Domherr an der lutherischen Thomaskirche in Straßburg.
Anlässlich der offiziellen Eheschließung von Ludwig XV. mit Maria Leszczyńska am 15. August 1725 in Straßburg hatte Schoepflin erste Kontakte zum königlichen Hof in Versailles. Mehrfach hielt er sich am Hof von Stanislaus I. Leszczyński in Lunéville auf, dem Schwiegervater von Ludwig XV und damals Herzog von Lothringen und Bar. 1740 wurde Schoepflin zum Hofhistoriograph und Rat des französischen Königs ernannt, 1746 bis 1751 hielt er sich in Paris auf.

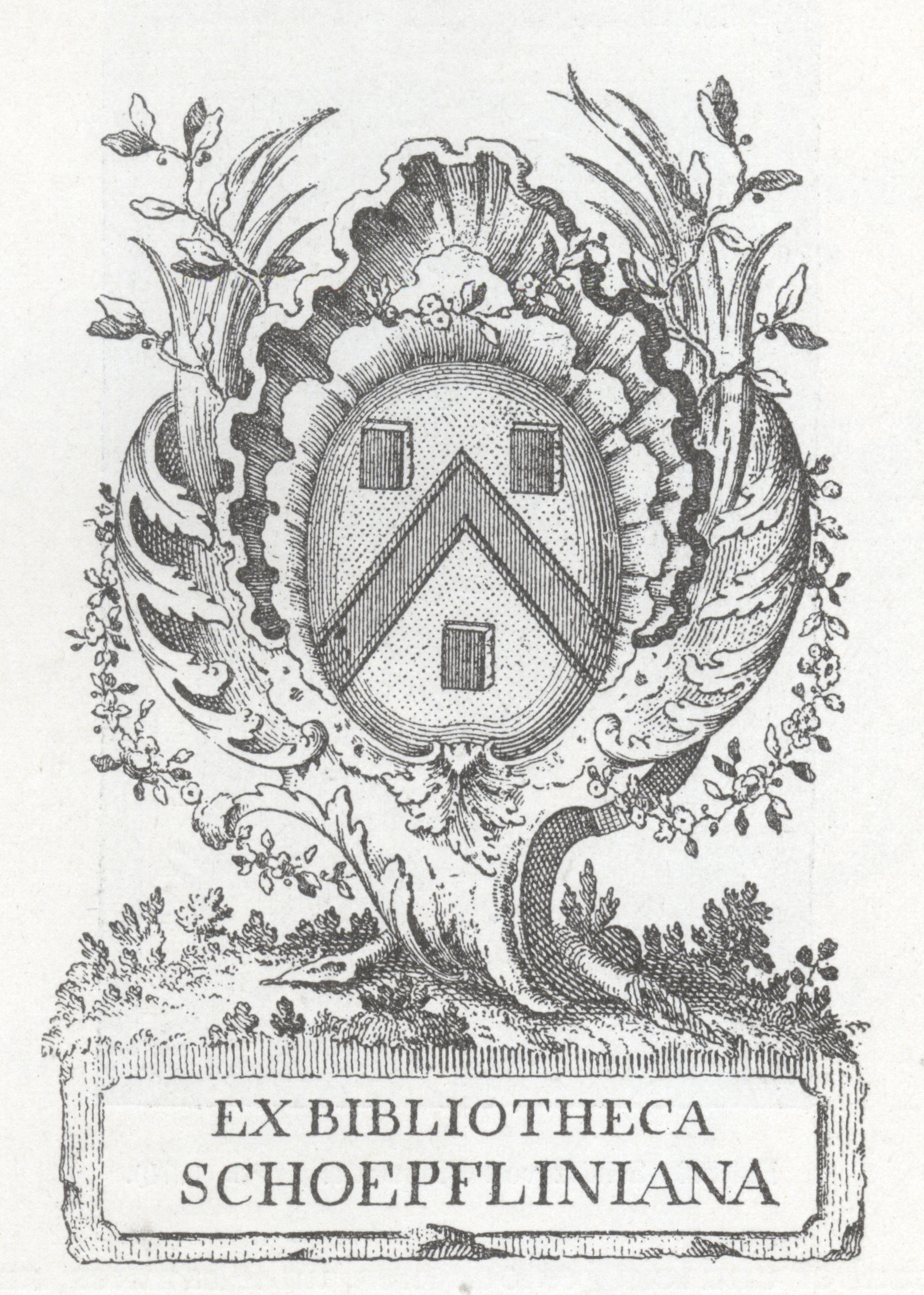
Exlibris von Johann Daniel Schoepflin

1738 wurde Schoepflin in Wien Kaiser Karl VI. vorgestellt. Dieser Monarch, der sehr an genealogischen Fragen interessiert war, zeigte sich sehr angetan von Schoepflins Herleitung der Ahnenreihe des Hauses Habsburg von Gerhard von Elsass und der diese mit Eticho sogar bis in die Zeit der Merowinger verlängerte.
Auf mehreren ausgedehnten Reisen durch Europa zwischen 1726 und 1739 knüpfte Schoepflin Verbindungen mit bedeutenden Wissenschaftlern seiner Zeit, darunter Bernard de Montfaucon, Bernard le Bovier de Fontenelle, Johann Christoph Gottsched, Christian Wolff, Johann Jakob Bodmer, Johann Jakob Breitinger, Albrecht von Haller, Johann Jacob Vitriarius, Lodovico Antonio Muratori, Johan Arckenholtz und Hans Sloane. Kontakte unterhielt er auch mit der Gelehrtenakademie des Klosters St. Blasien, dort vor allem mit Martin Gerbert und Rustenus Heer.
Wegen seiner vielfältigen regionalen und überregionalen Verbindungen wurde Schoepflin bei politischen Streitigkeiten in der Oberrhein-Region gerne als Vermittler herangezogen. Auf Grund seiner zahlreichen Kontakte hatte er auch Zugang zu Bibliotheken und Archiven, die anderen Gelehrten verschlossen blieben. Die Ergebnisse seiner umfangreichen Forschungen und Studien veröffentlichte er in meist mehrbändigen Werken. Anlässlich der Feierlichkeiten zum 300-jährigen Jubiläum der Erfindung des Buchdrucks veröffentlichte er 1750 zwei Schriften, in denen er für Johannes Gutenberg und Straßburg die Erfindung des Drucks mit beweglichen Lettern beanspruchte. 1751 erschien als Ergebnis jahrelanger Studien Schoepflins Geschichte des Elsass (Alsatia Illustrata), 1772 ergänzt und belegt durch zwei Bände mit historischen Urkunden (Alsatia diplomatica). 1760 erhielt Schoepflin von Karl Friedrich von Baden den Auftrag, dessen Familiengeschichte umfangreich zu erforschen. Daraus ging eine siebenbändige Geschichte Badens hervor. Schoepflin befolgte in seinen stets in einem eleganten Latein verfassten Werken in Anlehnung an Christian Wolff die Mathematische Lehrart.
Der Ruf Schoepflins lockte viele Angehörige des europäischen Adels, vor allem aus Mittel- und Nordeuropa, zum Studium nach Straßburg. Für diese richtete Schoepflin mit Unterstützung von Étienne-François de Choiseul eine Diplomatenschule ein, die aktuelles Wissen zu Geschichte, Staatenkunde und internationalem Recht vermittelte. Gleichzeitig richtete Schoepflin eine historische Schule ein, zu deren Studenten unter anderem der kurpfälzische Historiker Andreas Lamey, sein Nachfolger in Straßburg Christoph Wilhelm Koch sowie der Jurist und Diplomat Christian Friedrich Pfeffel gehörten. Johann Wolfgang Goethe studierte von 1770 bis 1771 bei Schoepflin. In Aus meinem Leben. Dichtung und Wahrheit (1808–1831) beschrieb er, wie er, statt sich wie vom Vater gewünscht der Rechtswissenschaft zu widmen, sich in Straßburg lieber mit Geschichte und vor allem der mittelalterlichen Dichtung beschäftigte.
Im Dezember 1740 wurde Johann Daniel Schoepflin Ehrenmitglied der Russischen Akademie der Wissenschaften in Sankt Petersburg. Seit 1750 war er Mitglied der Académie des inscriptions et belles-lettres. 1763 war er Mitbegründer der Kurpfälzischen Akademie der Wissenschaften in Mannheim, deren erster Ehrenpräsident er später wurde.
Schoepflins Privatsammlung von archäologischen Funden bildete den Grundstock des Musée archéologique de Strasbourg. Seine Bibliothek historischer und philologischer Werke und Manuskripte umfasste ca. 10.000 Bände und wurde in der Bibliothek der Stadt Straßburg aufbewahrt. Dort wurde sie 1870 ebenso wie Schoepflins sonstiger Nachlass bei der Belagerung Straßburgs im Deutsch-Französischen Krieg durch preußisches Artilleriefeuer vollständig vernichtet.

## Bedeutung
Schöpflin war in den wissenschaftlichen Kreisen Europas eine Berühmtheit, deren Wirkungskreis weit über Straßburg hinausreichte. Seine Korrespondenz stellt eine aufschlussreiche Dokumentation des Universitäts- und Wissenschaftsbetriebs, aber auch von Kultur und Diplomatie im Zeitalter der Aufklärung dar. Seine Kommentare über Zeitgenossen und das Zeitgeschehen gelten als wichtige Quelle zum kulturellen Gefüge seiner Zeit. Schoepflin gilt auf Grund seiner Werke als Begründer einer wissenschaftlichen südwestdeutschen Landesgeschichte. Wegen seines ausgiebigen Gebrauchs von historischen Quellen wie Dokumenten und Urkunden kann man ihn als einen Vorläufer der Geschichtswissenschaft des 19. Jahrhunderts ansehen.

## Werke
- Vindiciae typographicae (Johannes Gutenberg betreffende Gerichtsakten) Straßburg ca. 1750; neu hrsg. 1760 mit Kommentaren von Pierre Simon Fournier
- Alsatia Illustrata, 2 Bände, Colmar 1751–1761.
  - Band 1: Celtica Romana Francica. (Digitalisat).
  - Band 2: Germanica Gallica. (Digitalisat).
- Vindiciae Celticae, Straßburg 1754 (Digitalisat).
- Historia Zaringo-Badensis, 7 Bände, Karlsruhe 1763–1766 (Digitalisat, Digitalisat)
- Alsatia diplomatica, 2 Bände, Straßburg 1772–1775 (Digitalisat).